# Matthew Ferguson
Matthew Ferguson (Toronto, 3 april 1973) is een Canadees acteur en is vooral bekend door zijn rol als 'Birkoff' in de Canadese televisieserie Nikita (1997-2001). Hij studeerde podiumkunsten aan de Claude Watson School. Hij begon zijn carrière in 1992 in de film On My Own. Daarna speelde hij onder andere in de films Cube 2: Hypercube, Owning Mahowny en The English Patient.
In de films Love & Human Remains, Eclipse en Lilies kreeg hij een nominatie voor een Genie Award.

## Filmografie
- Owning Mahowny (2003) - Martin
- Three and a Half (2002) - Sasha the Director
- Cube 2: Hypercube (2002) -  Max Reisler
- I Shout Love (2001) - Bobby
- Giving Up the Ghost (1998) - Matthew 'Bulldog' Phelps
- The Wall (1998) -  Buelton
- Uncut (1997) - Peter Cort
- The English Patient (1996) - Young Canadian Soldier
- Lilies (1996) - Young Bilodeau
- The Deliverance of Elaine (1996) -
- Harrison Bergeron (1995) - Garth Bergeron
- Eclipse (1995) -  Angelo
- Billy Madison (1995) - Tenth Grader
- The Club (1994) - Darren Spenser
- Spenser: Pale Kings and Princes (1994) -
- Life with Billy (1994) - Allan Whynot
- Lives of Girls and Women (1994) - Jerry Storey
- I Love a Man in Uniform (1993) - Edward Nichols
- Love & Human Remains (1993) - Kane
- On My Own (1992) - Simon Henderson

### TV
- Odd Job Jack (2003-2007) - Bobby Lee  (stem) (52 afleveringen)
- An American in Canada (2002-2004) - Derrick (5 afleveringen)
- Nikita (1997-2001) - Birkoff/Jason (90 afleveringen)
- Street Legal (1992) - Mark (2 afleveringen)